# Nine Hours, Nine Persons, Nine Doors
Nine Hours, Nine Persons, Nine Doors (極限脱出 9時間9人9の扉?, Kyokugen dasshutsu: 9-jikan 9-nin 9 no tobira, Fuga estrema: 9 ore, 9 persone, 9 porte), anche noto come 999 o Zero Escape: Nine Hours, Nine Persons, Nine Doors è un videogioco d'avventura sviluppato da Chunsoft e pubblicato da Spike nel 2009 per Nintendo DS.
Diretta da Kotaro Uchikoshi, la visual novel fu inizialmente distribuita solamente in Giappone e in seguito commercializzata in lingua inglese da Aksys Games. Primo titolo della serie Zero Escape, nel 2017 è stato realizzato un remake di 999 per Microsoft Windows, PlayStation 4 e PlayStation Vita, intitolato Zero Escape: The Nonary Games che comprende il seguito tridimensionale Virtue's Last Reward (2012) che condivide con il predecessore alcuni personaggi e parte della trama.

## Trama
(Dal filmato introduttivo)
Il protagonista è un ragazzo di nome Junpei che si ritrova a bordo di una nave, apparentemente una replica del Titanic. Il giovane è stato rapito insieme ad altre otto persone da un misterioso individuo che si fa chiamare "Zero". L'uomo mascherato li costringe a partecipare al gioco nonario, che consiste nell'attraversare nove porte recanti un numero da 1 a 9, risolvere gli enigmi nelle stanze per raggiungere entro nove ore una via d'uscita, situata dietro una porta indicata con [9].
Il gioco ruota in parte intorno a una delle numerose teorie alternative sull'affondamento del Titanic, quale una maledizione per la presenza a bordo del sarcofago contenente la mummia di una sacerdotessa di Amen-Ra vissuta nel 1050 a.C.

## Modalità di gioco
Nine Hours, Nine Persons, Nine Doors ha due modalità di gioco: la prima, comune a tutte le visual novel, consiste nel leggere il proseguire della storia, mentre il protagonista Junpei interagisce con gli altri personaggi. In diversi punti del gioco, saranno presenti scelte da effettuare che determineranno il finale, decidendo ad esempio cosa rispondere agli altri personaggi o in quale porta proseguire.
Quando ci si troverà in una stanza con enigmi, sarà necessario investigare guardandosi intorno, raccogliere oggetti e usarli per risolvere gli enigmi che apriranno la via d'uscita.
Il gioco presenta sei finali diversi: "Coffin", "Axe Ending", "Knife Ending", "Submarine Ending", "Safe Ending" e "True Ending". L'unico finale positivo è quest'ultimo. I finali "Coffin" e "True Ending" condividono lo stesso percorso fino ad un certo punto: se non si è ancora svelato il "Safe Ending", il gioco terminerà con il finale "Coffin"; al contrario, si potrà continuare con altri enigmi fino al "True Ending". Per assistere al finale positivo, quindi, bisognerà terminare il gioco almeno due volte.
Una volta terminato il gioco la prima volta, verranno rese disponibili nel menù iniziale due o tre voci (a seconda del finale a cui si è assistito): "Begin with memories", che permetterà di avviare una nuova partita mantenendo i propri progressi e far scorrere veloce le sessioni di dialogo o racconto già viste nelle partite precedenti tenendo premuto il tasto direzionale destro; "Escape Mode" in cui si potranno affrontare gli enigmi delle stanze già esplorate; "Preview" in cui saranno disponibili dei video che anticiperanno alcuni finali.
Nel remake è possibile accedere ad un "flowchart" che permette al giocatore di tener conto di quali percorsi ha seguito in precedenza. Inoltre sono presenti due diverse modalità di gioco: la "NVL mode", più idonea alla versione DS del gioco in quanto mostra testo narrativo; e la "ADV mode", che mostra solamente i dialoghi.

## Personaggi

I protagonisti del gioco nel trailer promozionale. In terza fila da sinistra: Ace e Snake. In seconda fila da sinistra: Seven, June, Junpei e il "nono uomo". In prima fila da sinistra: Lotus, Santa e Clover.

Ognuno dei nove partecipanti al "gioco nonario" ha un orologio con un numero nel quadrante che va da 1 a 9. Non sapendo se Zero li stia osservando, di comune accordo decidono di non rivelare i propri nomi, ed usano perciò dei nomi in codice. In ordine di numero, i personaggi sono:
Ace (一宮?, Ichinomiya)
Ace è un uomo di 50 anni che porta l'orologio con il numero 1. Ha dei folti capelli grigi che ricordano a Junpei la criniera di un leone, tanto da soprannominarlo "Lion" per distinguerlo dagli altri. Si comporta subito in modo altruistico, dicendo di non voler essere manipolato da Zero.
Il suo nome deriva dall'asso, che nei giochi di carte solitamente vale uno. Il suo nome originale, Ichinomiya, è una città giapponese, ed è traducibile come "il primo tempio".
Snake (ニルス?, Nirusu)
Snake è un ragazzo cieco di 24 anni che porta l'orologio con il numero 2. Le sue maniere cortesi lo fanno soprannominare da Junpei "Prince". Dimostra di avere un ottimo udito che compensa la sua cecità, tanto da non sembrare nemmeno cieco in un primo momento; possiede inoltre una grande coscienza in molti campi ed è il fratello maggiore di Clover.
Il suo nome deriva dall'espressione inglese snake eyes, che nel gioco dei dadi indica un doppio uno. Il suo nome originale, Nirusu, è traducibile come il nome Nils o Niles, e contiene l'ideogramma ni (ニ?), che in giapponese significa "due".
Santa (サンタ?, Santa)
Santa è un ragazzo di 24 anni che porta l'orologio con il numero 3. I suoi capelli argentati lo fanno soprannominare "Silver" da Junpei. Solitamente è abbastanza arrogante e spesso sarcastico. Si dimostra subito sospettoso con tutti. Rivela, nella sala macchine, di avere una sorellina molto piccola, per cui lui è stato una sorta di "Santa Claus".
Il suo nome deriva appunto da Santa Claus, e dal fatto che contiene la sillaba san (サン?), che in Giapponese significa "tre".
Clover (四葉?, Yotsuba)
Clover è una ragazza di 18 anni che porta l'orologio con il numero 4. I suoi capelli rosa la fanno soprannominare "Pink Hair" da Junpei. È la sorella minore di Snake e si dimostra subito molto emotiva, cambiando velocemente emozioni a seconda della situazione. Non ha paura di dire sempre quello che pensa, ed è molto attaccata al fratello, come si vedrà procedendo nella storia.
Il suo nome deriva dal quadrifoglio, pianta con quattro petali. Il suo nome originale deriva invece dall'espressione yotsuba no kuroubaa (四葉のクローバー?), che significa "trifoglio a quattro petali", per l'appunto il quadrifoglio.
Junpei (淳平?, Junpei)
Junpei è il protagonista e porta l'orologio con il numero 5, va all'università ed ha 21 anni. Si dimostra un bravo ragazzo, cercando di aiutare tutti a fuggire dal gioco, e prova dei sentimenti per Akane, che lo chiama affettuosamente "Jumpy", sua amica d'infanzia.
A differenza di tutti gli altri, lui non ha un nome in codice, perché ha rivelato il suo prima che si decidesse di non farlo.
June (紫?, Murasaki)
June è una ragazza che porta l'orologio con il numero 6. Il suo vero nome è Akane Kurashiki, ed è un'amica d'infanzia di Junpei. Si fida di tutti e si oppone vivacemente quando qualcuno propone di lasciare indietro qualcun altro. Junpei la chiama affettuosamente "Kanny" in alcuni percorsi del gioco.
Il suo nome fa riferimento al mese di giugno, sesto mese del calendario gregoriano. Nell'originale, il suo nome significa indaco, che è il sesto colore dell'arcobaleno.
Seven (セブン?, Seven)
Seven è un imponente uomo sulla quarantina che porta l'orologio con il numero 7. Per la sua corporatura possente inizialmente Junpei lo chiama "Mountain". Ha delle vistose cicatrici sul volto e non ha memoria del suo passato. Sembra essere il classico "gigante buono", sebbene a volte discuta animatamente con Lotus.
Il suo nome deriva semplicemente dal numero "sette" in inglese.
Lotus (八代?, Yashiro)
Lotus è un'affascinante donna di 40 anni che porta l'orologio con il numero 8. Per l'attillato vestito da danzatrice esotica che indossa, all'inizio Junpei la chiama "Dancer". Si comporta in modo criptico e riservato, ed il suo aspetto e gli atteggiamenti frivoli ingannano su quali siano le sue vere capacità ed intenzioni.
Il suo nome deriva dal loto, fiore con otto petali. Il nome originale, oltre ad essere un cognome, contiene l'ideogramma hachi (八?), che significa "otto" in giapponese.
"Nono uomo" (9番の男?)
Il "nono uomo" è la persona che porta l'orologio con il numero 9. Occhialuto, porta capelli ispidi a mo' di "nido d'uccello". Sembra essere molto nervoso già dalla sua prima apparizione, e rimane in silenzio fin quando non viene interrogato in prima persona.
A differenza degli altri, si rifiuta di fornire anche solo un nome in codice. Nel seguitarsi della storia vi si farà riferimento semplicemente con l'appellativo "Nono uomo".

## Sviluppo
In Nine Hours, Nine Persons, Nine Doors, Uchikoshi e il produttore, Jiro Ishii, inizialmente intendevano avere ragazzi e ragazze legati assieme via manette esplosive, ma in seguito decisero diversamente. 

## Promozione
Negli Stati Uniti, una replica degli orologi presenti ai polsi dei personaggi del gioco fu offerta come bonus dei preordini a GameStop; a causa dei pochi preordini, Aksys li rese in seguito disponibili sul loro negozio online, insieme ad una copia del gioco o venduti singolarmente.

## Accoglienza
| Testata                             | Giudizio |
| ----------------------------------- | -------- |
| Metacritic (media al 4 giugno 2020) | 82/100   |
| IGN                                 | 9/10     |
| Nintendo Power                      | 9/10     |
| GamesRadar                          | 9/10     |
| Eurogamer                           | 7/10     |
| Edge                                | 6/10     |
| Destructoid                         | 10/10    |

Nine Hours, Nine Persons, Nine Doors fu acclamato dalla critica, con diverse votazioni quasi perfette per la storia scritta bene, notevole presentazione e grande giocabilità. Alcune delle riviste più note le diedero voti come 10/10 di Destructoid, 9/10 di Nintendo Power, IGN e GamesRadar.
Il gioco fu esaurito in molti rivenditori statunitensi, sia tradizionali che online, inclusi Amazon.com e GameStop, risultando con alti prezzi sul mercato secondario. Aksys ha quindi annunciato una seconda fornitura. Il gioco ricevette 82/100 su Metacritic, basandosi su 23 recensioni.